# Christopher Plummer
Pour les articles homonymes, voir Plummer.
Arthur Christopher Orme Plummer, O.C., dit Christopher Plummer, né le 13 décembre 1929 à Toronto, (Ontario, Canada), et mort le 5 février 2021 à Weston (Connecticut, États-Unis), est un acteur canado-américain.
Après ses premiers pas à Broadway en 1954, il fait ses débuts au cinéma dans Les Feux du théâtre de Sidney Lumet (1958), et obtient un grand succès pour sa performance dans le rôle du capitaine Georg von Trapp dans le film musical La Mélodie du bonheur (1965) de Robert Wise, aux côtés de Julie Andrews. Plummer joue de nombreux grands personnages historiques, notamment Commode dans La Chute de l'Empire romain (1964), le duc de Wellington dans Waterloo (1970), Rudyard Kipling dans L'Homme qui voulut être roi (1975), Hérode Antipas dans Jésus de Nazareth (1977), Mike Wallace dans Révélations (1999), Tolstoï dans Tolstoï, le dernier automne (2009). Il apparait également dans Malcolm X de Spike Lee (1992), Millénium : Les Hommes qui n'aimaient pas les femmes (2011) de David Fincher et À couteaux tirés de Rian Johnson (2019).
Prêtant également sa voix à de nombreux personnages, il est notamment la voix d'Arngeir, membre des Grises-Barbes, dans le jeu The Elder Scrolls V: Skyrim (2011), de Charles Muntz dans le film d'animation Là-haut (2009) et de Numéro 1 dans le film d'animation Numéro 9 (2009).

## Biographie

### Famille
Arthur Christopher Orme Plummer est né le 13 décembre 1929 à Toronto, (Ontario, Canada). Il était le seul enfant de John Orme Plummer, qui a vendu des actions et des valeurs, et de son épouse Isabella Mary (née Abbott), qui a travaillé comme secrétaire du doyen des sciences à l'Université McGill et qui était la petite-fille du Premier ministre canadien John Abbott.
Du côté de son père, le grand-oncle de Plummer était l'avocat de brevet et l'agent FB Fetherstonhaugh. Plummer était également un cousin au deuxième degré de l'acteur britannique Nigel Bruce, connu pour son interprétation du docteur Watson dans les Sherlock Holmes avec Basil Rathbone.
Ses parents ont divorcé peu de temps après sa naissance et il a été élevé principalement par sa mère dans la maison de la famille Abbott à Senneville, au Québec, à l'extérieur de Montréal. Il parlait alors couramment l'anglais et le français.

### Carrière
C'est en suivant une formation pour devenir pianiste de concert qu'il découvre son amour pour le théâtre. Sa passion pour la comédie ne cesse de croître, jusqu'à le faire remarquer en 1946 par Herbert Whittaker, qui lui confie le rôle d'Œdipe dans la pièce La Machine infernale de Jean Cocteau.
Christopher Plummer a regretté toute sa vie de ne pas avoir fréquenté l'Université. Bien que sa mère et la famille de son père aient des liens avec l'Université McGill, il n'y a jamais étudié.
Sa carrière d'acteur débute à Broadway en 1953 où il se distingue dans plusieurs pièces à succès, dont The Starcross Story et Home is the Hero. Ses talents d'acteur le font remarquer par le monde du cinéma, ce qui le conduit à jouer dans Les Feux du théâtre (1958) de Sidney Lumet. Cependant, il doit attendre La Mélodie du bonheur (1965) de Robert Wise pour interpréter son célèbre rôle du capitaine autrichien Georg Ritter von Trapp.
En 2009, il prête sa voix à l'explorateur Charles Muntz dans le film d'animation Là-haut, dixième long-métrage des studios Pixar. Il reprend le rôle la même année dans l'adaptation jeu vidéo du film, ainsi qu'en 2012 dans Kinect Héros : Une aventure Disney-Pixar. Toujours en 2009, il prête sa voix à Numéro 1 dans le film d'animation dystopique à influence steampunk Numéro 9.
En 2011, il prête sa voix à Arngeir, l'un des membres des Grises Barbes dans The Elder Scrolls V: Skyrim, cinquième opus de la série The Elder Scrolls.
En 2017, il remplace au pied levé Kevin Spacey dans le rôle de J.Paul Getty dans le film Tout l'argent du monde de Ridley Scott, après que l'acteur est accusé d'agression et de harcèlement sexuels durant la période de postproduction du film. Plummer re-tourne 22 scènes en 8 jours.
En 2019, il joue Harlan Thrombey, patriarche de la famille Thrombey et victime du whodunit À couteaux tirés de Rian Johnson porté par Daniel Craig.

### Distinctions
Christopher Plummer obtient de multiples prix et distinctions tout au long de sa carrière, compris un Academy Award, deux Primetime Emmy Awards, deux Tony Awards, un Golden Globe Award, un Screen Actors Guild Awards, et un British Academy Film Award. Il est l'un des rares interprètes à avoir reçu la Triple Crown of Acting et le seul Canadien.
En 2012, lors de la 84e cérémonie des Oscars, il remporte l'Oscar du meilleur acteur dans un second rôle à l'âge de 82 ans pour Beginners (2010) de Mike Mills, devenant ainsi la personne la plus âgée à remporter un prix d'acteur.
En 2018, alors âgé de 88 ans, il est nommé à l'Oscar du meilleur second rôle masculin pour sa prestation dans Tout l'argent du monde (2017) de Ridley Scott, ce qui fait de lui la personne la plus âgée à être nommée dans une catégorie d'acteur.

### Vie privée et mort
De sa relation avec l'actrice Tammy Grimes (1934-2016), qui partage sa vie entre 1956 et 1960, il est le père de l'actrice Amanda Plummer (née en 1957).
En 1970, il épouse l'actrice Elaine Taylor (née en 1943). Cette dernière déclare le décès de l'acteur le vendredi 5 février 2021 à son domicile du Weston, (Connecticut, États-Unis), dans le nord-est des États-Unis, en raison d'un coup à la tête provoqué par une chute. Il est incinéré.

## Filmographie

### Cinéma

#### Années 1950

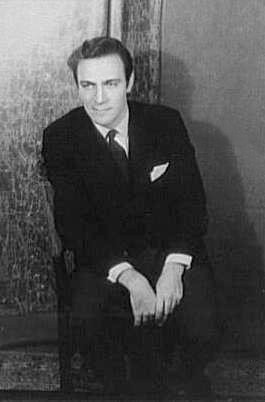
Christopher Plummer en 1959.

- 1958 : Les Feux du théâtre (Stage Struck) de Sidney Lumet : Joe Sheridan
- 1958 : La Forêt interdite (Wind Across the Everglades) de Nicholas Ray : Walt Murdock

#### Années 1960

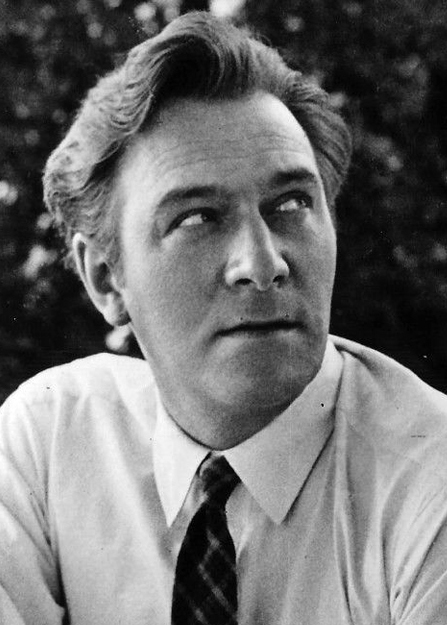
Christopher Plummer en 1964.

- 1964 : La Chute de l'Empire romain (The Fall of the Roman Empire) d'Anthony Mann : l'Empereur Commode
- 1965 : La Mélodie du bonheur (The Sound of Music) de Robert Wise : Capitaine Georg von Trapp
- 1965 : Daisy Clover (Inside Daisy Clover) de Robert Mulligan : Raymond Swan
- 1966 : Triple Cross de Terence Young : Eddie Chapman
- 1967 : La Nuit des généraux (The Night of the Generals) d'Anatole Litvak : Maréchal Rommel
- 1968 : Le Roi Œdipe (en) (Oedipus the King) de Philip Saville : Œdipe
- 1968 : Mandat d'arrêt (Nobody Runs Forever) de Ralph Thomas : Sir James Quentin
- 1969 : Lock up Your Daughter de Peter Coe
- 1969 : La Bataille d'Angleterre (Battle of Britain) de Guy Hamilton : Squadron Leader Colin Harvey
- 1969 : The Royal Hunt of the Sun d'Irving Lerner : Atahualpa

#### Années 1970
- 1970 : Waterloo de Sergueï Bondartchouk : Arthur Wellesley, Duc de Wellington
- 1973 : La Lunule (The Pyx) d'Harvey Hart : Dt. Sgt. Jim Henderson
- 1975 : La Nuit de la peur (The Spiral Staircase) de Peter Collinson : Dr Joe Sherman
- 1975 : Le Retour de la Panthère rose (The Return of the Pink Panther) de Blake Edwards : Sir Charles Lytton
- 1975 : Coupable sans visage (Conduct Unbecoming) de Michael Anderson : Major Alastair Wimbourne
- 1975 : Assassinat à Sarajevo (Sarajevski atentat) de Veljko Bulajić : Archiduc François-Ferdinand d'Autriche
- 1975 : L'Homme qui voulut être roi (The Man Who Would Be King) de John Huston et John Foreman : Rudyard Kipling
- 1976 : Le Tigre du ciel (Aces High) de Jack Gold : Capitaine « Oncle » Sinclair
- 1977 : Uppdraget (en) (The Assignment) de Mats Arehn : Capitaine Behounek
- 1977 : The Disappearance de Stuart Cooper : Deverell
- 1978 : Sarah (International Velvet) de Bryan Forbes : John Seaton
- 1978 : L'Argent de la banque (The Silent Partner) de Daryl Duke : Harry Reikle
- 1978 : Starcrash : Le Choc des étoiles (Starcrash) de Luigi Cozzi : L'Empereur
- 1979 : Meurtre par décret (Murder by Decree) de Bob Clark : Sherlock Holmes
- 1979 : Guerre et Passion (Hanover Street) de Peter Hyams : Paul Sellinger

#### Années 1980
- 1980 : Quelque part dans le temps (Somewhere in Time) de Jeannot Szwarc : William Fawcett Robinson
- 1981 : L'Œil du témoin (Eyewitness) de Peter Yates : Joseph
- 1981 : L'Homme de Prague (The Amateur) de Charles Jarrott : Professeur Lakos
- 1982 : Highpoint (en) de Peter Carter : James Hatcher
- 1983 : La Pourpre et le Noir, réalisé par Jerry London
- 1984 : Témoin indésirable (Ordeal by Innocence) de Desmond Davis adapté du roman Témoin indésirable : Leo Argyle
- 1984 : Dreamscape de Joseph Ruben : Bob Blair
- 1984 : Lily in Love (en) de Károly Makk : Fitzroy Wynn / Roberto Terranova
- 1986 : The Boy in Blue de Charles Jarrott : Knox
- 1986 : The Boss' Wife (en) de Ziggy Steinberg : M.. Roalvang
- 1987 : I Love N.Y. (en) de Gianni Bozzacchi (sous le pseudonyme Alan Smithee) : John Robertson Yeats
- 1987 : Dragnet de Tom Mankiewicz : Révérend Jonathan Whirley
- 1988 : Nosferatu à Venise (Nosferatu a Venezia) de Luigi Cozzi et Mario Caiano : Professeur Paris Catalano
- 1988 : Shadow Dancing (en) de Lewis Furey : Edmund Beaumont
- 1989 : Kingsgate de Jack Darcus
- 1989 : Souvenir de Geoffrey Reeve : Ernst Kestner
- 1989 : Mindfield de Jean-Claude Lord : Docteur Satorius

#### Années 1990
- 1990 : Tout pour réussir (Where the Heart Is) de John Boorman : « La Merde »
- 1990 : Red Blooded American Girl de David Blyth : Dr John Alcore
- 1991 : Firehead (en) de Peter Yuval : Col. Garland Vaughn
- 1991 : Money de Steven Hilliard Stern : Martin Yahl
- 1991 : Star Trek 6 : Terre inconnue (Star Trek VI: The Undiscovered Country) de Nicholas Meyer : Général Chang
- 1992 : Liar's Edge : Harry Weldon
- 1992 : Impolite (en) de David Hauka : Naples O'Rorke
- 1992 : Malcolm X de Spike Lee : Aumonier Gill
- 1994 : Wolf de Mike Nichols : Raymond Alden
- 1994 : Crackerjack de Michael Mazo : Ivan Getz
- 1995 : Dolores Claiborne de Taylor Hackford : Det. John Mackey
- 1995 : L'Armée des douze singes (Twelve Monkeys) de Terry Gilliam : Dr Leland Goines
- 1996 : La Mort en héritage (The Conspiracy of Fear) de John Eyres : Joseph Wakeman (Direct-To-Video)
- 1998 : Blackheart de Dominic Shiach : Holmes
- 1998 : Le Clown de l'horreur (The Clown at Midnight) de Jean Pellerin : M.. Caruthers
- 1999 : Hidden Agenda de Iain Paterson : Ulrich Steiner
- 1999 : Révélations (The Insider) de Michael Mann : Mike Wallace

#### Années 2000
- 2000 : Dracula 2001 de Patrick Lussier : Matthew / Abraham Van Helsing
- 2001 : Full Disclosure (en) de John Bradshaw : Robert Lecker (Direct-To-Video)
- 2001 : Lucky Break de Peter Cattaneo : Graham Mortimer
- 2001 : Un homme d'exception (A Beautiful Mind) de Ron Howard : Dr Rosen
- 2002 : Ararat de Atom Egoyan : David
- 2002 : Nicholas Nickleby de Douglas McGrath : Ralph Nickleby
- 2003 : Blizzard : Le Renne magique du Père Noël (en) (Blizzard) de LeVar Burton : le Père Noël
- 2003 : The Gospel of John de Philip Saville : le narrateur (voix)
- 2003 : La Gorge du diable (Cold Creek Manor) de Mike Figgis : M.. Massie
- 2004 : Benjamin Gates et le Trésor des Templiers (National Treasure) de Jon Turteltaub : John Adams Gates
- 2004 : Alexandre (Alexander) de Oliver Stone : Aristote
- 2005 : La Main au collier (Must Love Dogs) de Gary David Goldberg : Bill Nolan
- 2005 : Syriana de Stephen Gaghan : Dean Whiting
- 2005 : Le Nouveau Monde (The New World) de Terrence Malick : Capitaine Christopher Newport
- 2006 : Inside Man : L'Homme de l'intérieur (Inside Man) de Spike Lee : Arthur Case
- 2006 : Entre deux rives (The Lake House) d'Alejandro Agresti : Simon Wyler
- 2007 : Man in the Chair (L'Homme dans la chaise) de Michael Schroeder : Flash Madden
- 2007 : War and Destiny (Closing the Ring) de Richard Attenborough : Jack
- 2007 : Emotional Arithmetic (en) de Paolo Barzman : David Winters
- 2007 : Déjà mort (en) (Already Dead) de Joe Otting : Dr Heller
- 2009 : Caesar and Cleopatra de Des McAnuff : Jules César
- 2009 : L'Imaginarium du docteur Parnassus (The Imaginarium of Doctor Parnassus) de Terry Gilliam : Dr Parnassus
- 2009 : Tolstoï, le dernier automne (The Last Station) de Michael Hoffman : Léon Tolstoï

#### Années 2010
- 2010 : La Tempête (The Tempest) de Des McAnuff : Prospero
- 2011 : Beginners de Mike Mills : Hal
- 2011 : Priest de Scott Charles Stewart : Monseigneur Orelas
- 2011 : Barrymore d'Érik Canuel : John Barrymore
- 2011 : Millénium : Les Hommes qui n'aimaient pas les femmes (The Girl with the Dragon Tattoo) de David Fincher : Henrik Vanger
- 2014 : Elsa et Fred (Elsa and Fred) de Michael Radford : Fred
- 2014 : Hector et la Recherche du bonheur (Hector and the Search for Happiness) de Peter Chelsom : Professeur Coreman
- 2014 : L'Affaire Monet (The Forger) de Philip Martin : Joseph Cutter
- 2015 : Danny Collins de Dan Fogelman : Frank Grubman
- 2015 : Remember d'Atom Egoyan : Zev Guttman
- 2016 : Trahisons (The Exception) de David Leveaux : Guillaume II
- 2017 : Charles Dickens, l'homme qui inventa Noël (The Man Who Invented Christmas) de Bharat Nalluri : Ebenezer Scrooge
- 2017 : Tout l'argent du monde (All the Money in the World) de Ridley Scott : J. Paul Getty
- 2018 : Boundaries de Shana Feste : Jack
- 2019 : Cliffs of Freedom (en) de Van Ling : Thanasi
- 2019 : À couteaux tirés (Knives Out) de Rian Johnson : Harlan Thrombey
- 2019 : L'Ultime sacrifice de Todd Robinson : Frank Pitsenbarger

### Télévision

#### Séries télévisées
- 1953 : General Motors Presents (1 épisode)
- 1953 : Studio One (1 épisode)
- 1953 : Suspense (1 épisode)
- 1953 : Broadway Television Theatre : Michael O'Leary (1 épisode)
- 1954 : The Web (1 épisode)
- 1954 - 1955 : Kraft Television Theatre (2 épisodes)
- 1955 : Producers' Showcase : Christian de Neuvillette (1 épisode)
- 1956 : General Electric Theater : Walter Shelley (1 épisode)
- 1956 : Appointment with Adventure (1 épisode)
- 1956 : The Alcoa Hour (en) : Bruce Quealy (1 épisode)
- 1956 : Eye on New York : Lewis Rohnen (1 épisode)
- 1957 - 1958 : Omnibus : Oedipus / Thomas Mendip (2 épisodes)
- 1957 - 1961 : DuPont Show of the Month (2 épisodes)
- 1960 : Sunday Showcase (2 épisodes)
- 1961 : Time Remembered : Prince Albert
- 1961 - 1962 : Playdate : hôte de l'émission
- 1971 : Don Juan in Hell (BBC Play of the Month) : Don Juan
- 1974 : Witness to Yesterday : Arthur Wellesley, Duc de Wellington
- 1976 : Arthur Hailey's the Moneychangers, mini-série adaptée du roman Bank : Roscoe Heyward
- 1977 : Jésus de Nazareth (Jesus of Nazareth) (mini-série) : Hérode Antipas
- 1982 : Little Gloria... Happy at Last (mini-série) : Reggie Vanderbilt
- 1983 : Les oiseaux se cachent pour mourir (The Thorn Birds) (mini-série) : l'archevêque Vittorio Contini-Verchese
- 1986 : Crossings (mini-série) : Armand DeVilliers
- 1986 : Spearfield's Daughter (mini-série) : Lord Jack Cruze
- 1987 : Cosby Show : Jonathan Lawrence (1 épisode)
- 1991 : Intrigues impériales (Young Catherine) (mini-série) : Sir Charles Hanbury Williams
- 1991 : La Dame de Berlin (Berlin Lady) (mini-série) : Wilhem Speer
- 1990 - 1993 : Force de frappe (Counterstrike) : Alexander Addington
- 2003 : Odd Job Jack : Magnus the Maker (1 épisode)
- 2006 : American Experience : James Tyrone / narrateur (1 épisode)
- 2008 : The Summit : P.J. Aimes (2 épisodes)
- 2021 :  Departure : Howard Lawson (2 saisons)

#### Téléfilms
- 1958 : Little Moon of Alban : Kenneth Boyd
- 1958 : Johnny Belinda : Dr. Jack Pelletier
- 1959 : A Doll's House : Torvald Helmer
- 1959 : The Philadelphia Story : Mike Connor
- 1960 : Captain Brassbound's Conversion : Capitaine Brassbound
- 1962 : Cyrano de Bergerac, téléfilm adapté de la pièce éponyme : Cyrano de Bergerac
- 1964 : Hamlet at Elsinore, téléfilm adapté de la pièce Hamlet : Hamlet
- 1968 : The Secret of Michelangelo : le narrateur
- 1969 : Lock Up Your Daughters de Peter Coe : Lord Foppington
- 1974 : Après la chute (After the Fall) : Quentin
- 1977 : Silver Blaze (ITV Sunday Night Drama), téléfilm adapté de la nouvelle Flamme d'Argent : Sherlock Holmes
- 1979 : Riel : Premier Ministre John A. Macdonald
- 1980 : The Shadow Box : Brian
- 1980 : Croisière en enfer (Desperate Voyage) : Burrifous
- 1981 : La vie est un cirque (When the Circus Came to Town) : Duke Royal
- 1981 : Dial M for Murder, remake de Le crime était presque parfait : Tony Wendice
- 1983 : La Pourpre et le Noir (The Scarlet and the Black) : Colonel Herbert Kappler
- 1983 : Parade of Stars : Cyrano de Bergerac
- 1983 : Prototype Humain (Prototype) : Dr. Carl Forrester
- 1987 : Les Hasards de l'amour (A Hazard of Hearts) de John Hough : Sir Giles Staverley
- 1989 : Nabokov on Kafka : Vladimir Nabokov
- 1990 : A Ghost in Monte Carlo : The Grand Duke Ivan
- 1991 : A Marriage: Georgia O'Keeffe and Alfred Stieglitz : Alfred Stieglitz
- 1991 : The First Circle : Viktor Abakoumov
- 1992 : Secrets : Mel Wexler
- 1993 : A Stranger in the Mirror : Clifton Lawrence
- 1995 : Harrison Bergeron : John Klaxon
- 1996 : We the Jury : Wilfred Fransiscus
- 1997 : The Arrow : George Hees
- 1997 : Saugatuck: La Cité du Crime (Skeletons) de David DeCoteau : Révérend Carlyle
- 1998 : Winchell : Franklin D. Roosevelt
- 2000 : Nuremberg : Sir David Maxwell Fyfe
- 2000 : The Dinosaur Hunter : Hump Hinton
- 2000 : Possessed : l’Archevêque Hume
- 2000 : American Tragedy : F. Lee Bailey
- 2001 : On Golden Pond : Norman Thayer
- 2002 : Night Flight : "Flash" Harry Peters
- 2002 : Agent of Influence : John Watkins
- 2005 : Ordre et Châtiment, le péché de nos pères (Our Fathers) : Cardinal Bernard Law
- 2005 : Four Minutes : Archie Mason
- 2013 : Muhammad Ali's Greatest Fight de Stephen Frears : John Marshall Harlan II

## Création de voix

### Films
- 1974 : The Happy Prince (court film d'animation) : le narrateur et le prince
- 1985 : The Velveteen Rabbit (téléfilm) : le narrateur
- 1985 : Rumpelstiltskin (téléfilm) : le narrateur
- 1985 : David le gnome (David el gnomo) (série TV) : le narrateur
- 1986 : The Tin Soldier (téléfilm) : le narrateur
- 1986 : Fievel et le Nouveau Monde (An American Tail) : Henri
- 1987 : The Gnomes' Great Adventure : le narrateur
- 1987 : The Nightingale (téléfilm) : le narrateur
- 1987 : L'Homme qui plantait des arbres : le narrateur
- 1988 : Gandahar : Metamorphis
- 1989 - 1992 : Madeline (série TV) : le narrateur
- 1990 : The Little Crooked Christmas Tree (téléfilm) : le narrateur
- 1991 : Rock-O-Rico (Rock-A-Doodle) : Grand Duc
- 1993 - 1994 : Madeline (série TV) : le narrateur
- 1997 : Babes in Toyland : Barnaby Crookedman
- 1998 : The First Christmas : le narrateur
- 1999 : Madeline à Paris (Madeline: Lost in Paris) : le narrateur
- 2001 : Leo's Journey (téléfilm) : le narrateur
- 2005 : Heidi : le grand-père
- 2009 : Là-haut (Up) : Charles Muntz
- 2009 : My Dog Tulip : J.R. Ackerley
- 2009 : Numéro 9 (9) de Shane Acker : Numéro 1
- 2012 : Kali le petit vampire, court film d'animation de Regina Pessoa
- 2012 : La Légende de Sarila de Nancy Florence Savard : Croolik

### Jeux vidéo
- 2000 : Star Trek: Klingon Academy : Général Chang
- 2009 : Là-haut (Up) : Charles F. Muntz
- 2011 : The Elder Scrolls V: Skyrim : Arngeir
- 2012 : Kinect Rush: A Disney Pixar Adventure - Snapshot : Charles F. Muntz

## Distinctions

### Récompenses
- Primetime Emmy Awards 1977 : Meilleur acteur dans une mini-série ou un téléfilm pour Arthur Hailey's the Moneychangers
- Prix Génie 1980 : Meilleur acteur pour Meurtre par décret
- Primetime Emmy Awards 1994 : Meilleur doublage dans une série télévisée d'animation pour Madeline
- Boston Society of Film Critics Awards 1999 : Meilleur acteur dans un second rôle pour Révélations
- Los Angeles Film Critics Association Awards 1999 : Meilleur acteur dans un second rôle pour Révélations
- National Society of Film Critics Awards 2000 : Meilleur acteur dans un second rôle pour Révélations
- National Board of Review Awards 2002 : meilleure distribution pour Nicholas Nickleby
- Festival international du film de Palm Beach 2007 : meilleur acteur pour Man in the Chair
- Pour le film Beginners :
  - 2011 : Los Angeles Film Critics Association Award du meilleur acteur dans un second rôle
  - 2011 : Dallas-Fort Worth Film Critics Association Award du meilleur acteur dans un second rôle
  - 2011 : Gotham Independent Film Award Awards de la meilleure distribution
  - 2011 : Hollywood Film Award Awards de l'acteur dans un second rôle de l'année
  - 2011 : National Board of Review Award de la meilleure distribution
  - 2011 : Southeastern Film Critics Association Award du meilleur acteur dans un second rôle
  - 2012 : Oscar du meilleur acteur dans un second rôle (acteur le plus âgé à recevoir cette récompense)
  - 2012 : British Academy Film Award du meilleur acteur dans un second rôle
  - 2012 : Critics' Choice Movie Award du meilleur acteur dans un second rôle
  - 2012 : Central Ohio Film Critics Association Award du meilleur acteur dans un second rôle
  - 2012 : Chlotrudis Award du meilleur acteur dans un second rôle
  - 2012 : Golden Globe du meilleur acteur dans un second rôle
  - 2012 : Independent Spirit Award du meilleur acteur dans un second rôle
  - 2012 : Kansas City Film Critics Circle Award du meilleur acteur dans un second rôle
  - 2012 : Online Film Critics Society Awards du meilleur acteur dans un second rôle
  - 2012 : Modern Master Award au Festival international du film de Santa Barbara
  - 2012 : Screen Actors Guild Award du meilleur acteur dans un second rôle
  - 2012 : Toronto Film Critics Association Award du meilleur acteur dans un second rôle
  - 2012 : Vancouver Film Critics Circle Awards du meilleur acteur dans un second rôle
- 2012 : ACTRA Award du meilleur acteur - Barrymore
- Prix Écrans canadiens 2013 : Meilleur acteur dans un programme artistique ou une série - The Tempest

### Nominations
- Independent Spirit Awards 2010 : Meilleur acteur dans un second rôle pour Tolstoï, le dernier automne
- Golden Globes 2010 : Meilleur acteur dans un second rôle pour Tolstoï, le dernier automne
- Oscars 2010 : Oscar du meilleur acteur dans un second rôle pour Tolstoï, le dernier automne
- Screen Actors Guild Awards 2010 : Meilleur acteur dans un second rôle pour Tolstoï, le dernier automne
- 2017 : The BAM Awards du meilleur acteur dans un second rôle pour Tout l'argent du monde
- 2018 : AARP Movies for Grownups Awards du meilleur acteur dans un second rôle pour Tout l'argent du monde
- British Academy Film Awards 2018 : Meilleur acteur dans un second rôle pour Tout l'argent du monde
- Golden Globes 2018 : Meilleur acteur dans un second rôle pour Tout l'argent du monde
- 2018 : Hawaii Film Critics Society Awards du meilleur acteur dans un second rôle pour Tout l'argent du monde
- 2018 : North Carolina Film Critics Association Awards du meilleur acteur dans un second rôle pour Tout l'argent du monde
- Oscars 2018 : Oscar du meilleur acteur dans un second rôle pour Tout l'argent du monde

### Honneurs
En 1968, il est nommé Compagnon de l'Ordre du Canada, à l'époque parmi les plus hautes distinctions civiles du Canada. En 2001, il reçut le Prix du Gouverneur général pour les arts de la scène pour l'ensemble de ses réalisations artistiques, la plus haute distinction canadienne dans le domaine des arts de la scène. Il fut nommé docteur honoris causa en beaux-arts à la Juilliard School de New York et reçut des doctorats honorifiques de l'Université de Toronto, de l'Université Ryerson, de l'Université McGill, de l'Université Western Ontario, de l'Université d'Ottawa et, plus récemment, de l'Université de Guelph. Plummer fut intronisé au Temple de la renommée du théâtre américain en 1986 et à l'Allée des célébrités canadiennes à Toronto en 1998. Il fut membre de l'Academy of Motion Picture Arts and Sciences dans la branche acteur à partir de 2007.

## Voix francophones
En France, Bernard Dhéran a été le comédien l'ayant le plus doublé, lui prêtant sa voix à quinze reprises entre 1990 et 2011. Gabriel Cattand l'a quant à lui notamment doublé à cinq reprises dans Starcrash : Le Choc des étoiles, Meurtre par décret, Les oiseaux se cachent pour mourir, Dreamscape et Star Trek 6 : Terre inconnue.
Jacques Thébault l'a doublé à quatre reprises (La Nuit des généraux, Mandat d'arrêt, Le Retour de la panthère rose, Quelque part dans le temps) tandis que Jean Lagache l'a doublé à trois reprises (L'Homme qui voulut être roi, Nuremberg, Dracula 2001). Il a également été doublé à deux reprises chacun par Georges Claisse (Tout l'argent du monde, À couteaux tirés), Jean-Claude Michel (La Fantastique Histoire vraie d'Eddie Chapman, Dragnet) et Marc Cassot (Tout pour réussir, Benjamin Gates et le Trésor des Templiers).
À titre exceptionnel, Christopher Plummer a été doublé par Roger Rudel dans La Forêt interdite, William Sabatier dans La Chute de l'Empire romain, Dominique Tirmont dans La Mélodie du bonheur, Michel Gatineau dans La Bataille d'Angleterre, Edmond Bernard dans Le Tigre du ciel, Jacques Dacqmine dans Jésus de Nazareth, Jean-Claude Balard dans L'Argent de la banque, Bernard Woringer dans Guerre et Passion, Philippe Dumat dans L'Homme de Prague, Jacques Berthier dans La Pourpre et le Noir, Roland Ménard dans Crackerjack, Robert Party dans Révélations, Jean-Claude Sachot Blizzard, Michel Le Royer dans Priest, Pierre Dourlens dans Millénium : Les Hommes qui n'aimaient pas les femmes, Dominique Paturel dans Muhammad Ali's Greatest Fight et Frédéric Cerdal dans The Last Full Measure.
Au Québec, Plummer était principalement doublé par Vincent Davy. Il a également été doublé par Yves Massicotte dans Dracula 2000, Alexandre et Trésor national, par Ronald France dans La Mémoire assassinée et 12 singes ainsi que par Bruno Noël dans La Lunule, Jean Fontaine dans Riel, Claude Préfontaine, dans Au seuil de la démence, François Cartier dans Loup, Hubert Gagnon dans L'Automne de mes souvenirs, Hubert Fielden dans L'Imaginarium du docteur Parnassus
Versions françaises
- Bernard Dhéran dans Force de frappe, Malcolm X, Wolf, Dolores Claiborne, L'Armée des douze singes, Lucky Break, Un homme d'exception, Nicholas Nickleby, Syriana, Le Nouveau Monde, La Main au collier, Inside Man : L'Homme de l'intérieur, Entre deux rives, L'Imaginarium du docteur Parnassus, Beginners

Version québécoises
Note : La liste indique les titres québécois.
- Vincent Davy[16] dans L'Initié, Un agent d'influence, Ararat, Blizzard, Nicholas Nickleby, Doit aimer les chiens, Traîtrise, L'Informateur, Syriana, La Maison près du lac, Le Nouveau Monde, L'Amour à jamais, Prêtre, Millénium : Les Hommes qui n'aimaient pas les femmes, Danny Collins, Hector à la recherche du bonheur, Souviens-toi